# Alga Lake
Alga Lake är en sjö i Antarktis. Den ligger i Östantarktis. Australien gör anspråk på området.